# Ганс Айзенк
Ганс Юрген Айзенк (нім. Hans Eysenck; 4 березня 1916, Берлін — †4 вересня 1997) — німецько-британський вчений-психолог, один з лідерів біологічного напрямку в психології, творець факторної теорії особистості, автор популярного теста інтелекту.

## Біографія
Народився у Берліні в акторській родині — батько знімався у комедійних фільмах, мати — в німих. 1938 року здобув ступінь бакалавра, 1940 — доктора філософії. Навчався в Німеччині, працював у Лондоні, двічі одружений, батько чотирьох синів та дочок. Написав 84 книги та 1094 статті. Був почесним членом одних асоціацій, президентом інших, серед яких є навіть Дельвічській тенісний клуб. Помер, проживши довге плідне життя.
Згідно зі спогадами Айзенка, він критично ставився до фашистської ідеології ще у шкільні роки, що спричиняло конфлікти з однолітками.
Попри не дуже втішні рекомендації, Айзенка взяли в Берлінський університет на філософський факультет. Там самостійність проявляти стало складніше: приятелі і старші товариші наполегливо натякали йому, що непогано було б вступити в СС. Обстановка навколо нагніталася, і мати з вітчимом, єврейським режисером, вирішили поїхати від гріха подалі. Спочатку у Францію, де Айзенк вивчав історію та літературу в Діжонському університеті, потім в Англію. Після появи у Лондонському університеті, Айзенк раптово вирішив перекваліфікуватися в натуралісти і попросився на фізичний факультет: після історії та літератури йому природною видалась психологія, але не фізика. "Чорт з нею, з бюрократичною дурістю, " — вирішив Айзенк, — «психологія теж цікава штука». Кажуть, скандалив неабияк, але на курс усе-таки записався.
Закінчив університет із відзнакою. Деякі однокурсники зазначали, що його сила полягала у вмінні ефективно презентувати свої ідеї та привертати увагу професорів. З червоним дипломом вирушив на стажування в Німеччину, сподіваючись своїми думками зробити там справжній фурор. Англійські професори дали йому хороші рекомендації, охрестили «надією майбутньої науки»: кілька приватних коледжів запросили його навіть виступити з лекціями — добра рекомендація для молодого вченого.
Німеччина вирувала: громадська думка була на вищій точці кипіння; Криза, прихід фашистів до влади, бурхливі дебати про долю нації, ідеальний генетичний код, людей майбутнього, якими, звичайно ж, мають стати справжні арійці. Публічні лекції та дискусійні клуби збирали гігантські аудиторії. Люди жадали полеміки і немислимих відкриттів. Молодий і ефектний Айзенк здавався втіленням цієї німецької мрії.
Айзенк проявляв інтерес до наукових експериментів, зокрема тих, що стосувалися біологічних та психологічних досліджень, які активно розвивалися в цей період. Айзенк цікавився біологічними аспектами психології, але завжди заперечував будь-яку прихильність до нацистської ідеології. Біологи та хіміки нацистської Німеччини, Італії, Японії вже почали генетичні досліди над людьми, в тому числі на мозку. Айзенка підбадьорюють ці експерименти, він уважно стежить за ними. Айзенк був зацікавлений у біологічних аспектах психології та прагнув знайти кореляції між фізіологією мозку та розумовими здібностями. Айзенк цікавився питаннями генетики та біологічних досліджень, які на той час активно розвивалися в Німеччині. Сам він заперечував будь-яку симпатію до фашистської ідеології.

## Досягнення
Ряд досліджень Айзенка були сприйняті як такі, що викликають шок; їх теми, цілком нормальні для нацистської Німеччини, в Європі представлялися неприйнятними. Зокрема, він досліджував психологічні відмінності між представниками різних рас.
Особистісні опитувальники «А» призначені для діагностики невротизму, екстраверсії-інтроверсії і психозу. У своїх працях неодноразово вказував на те, що його дослідження викликані до життя недосконалістю психіатричних діагнозів. На його думку, традиційно представлена класифікація психічних захворювань повинна бути замінена системою вимірювань, в якій представлені найважливіші характеристики особистості. Широкому читачеві на пострадянському просторі Айзенк відомий як автор збірки тестів «Перевірте свої інтелектуальні здібності» (СРСР 1972, 1992). Ще вийшли в 1947 і 1956 роках «Моудслейський медичний опитувальник» і «Моудслейський особистісний опитувальник» та стали корисним інструментом у пізнанні норми та патології особистості.

## Тест IQ
Те, що Айзенк був дуже дивною людиною, кажуть факти з його життя. На свої лекції він, наприклад, приносив купу всякого мотлоху: купи термометрів, ваг. Говорив: все можна виміряти, і мозок теж. Відомі його нескінченні міркування про білих цвіркунів мовляв: якщо до числа стрекотінь, що ця комаха виробляє за 15 секунд, додати 40, то вийде температура повітря в цей час, виміряна в градусах Фаренгейта. Аудиторія заходилася сміхом, коли він уточнював: «Білі цвіркуни — рідкісні, їх важко спіймати, вони слабо вбудовуються у загальну систему фізичних законів, на якій ґрунтується наша система вимірювань. Тому винахід термометра було визнано всіма як значне досягнення. І для вимірювання інтелекту ми вигадаємо свій термометр».
За завзяті пошуки «інтелектуального виміру» колеги прозвали Айзенка «людиною-термометром». Квартирка, яку він знімав на околиці міста, була завалена вимірювальними приладами всіх часів і народів упереміш з астрологічними картами та книжками про комах. Це було і колекціонування, і пристрасть, і фетишизм, і трохи божевілля.
Друга світова війна допомогла Айзенку. Айзенк ні на хвилину не припиняв занять наукою. Допомагаючи хворим пройти психологічну адаптацію та стукаючи молоточком по їх колінами, він задає багато питань, які не відносяться до справи, намагаючись випробувати на пацієнтах перші тести, запропоновані вченими-психологами XIX століття. Ночами вивчає їх талмуди, вдень в шпиталі ставить експерименти. Товстелезні зошити списані дрібним почерком, від яких толку немає. «Все рівно розумного солдата від дурного на око відрізнити простіше, ніж з допомогою незграбних тестів, запропонованих сто років тому».
В госпіталі Айзенка оцінили і залишили працювати і після закінчення війни, плавно просуваючи службовими сходами. У той час він дуже часто друкувався і був помічений не тільки науковою спільнотою, але й суспільною думкою. Популярність він завоював легко піддавши безжальній критиці тодішнього кумира Зигмунда Фройда (благо Фройд помер і відповісти вже нічого не міг). Айзенк був критиком психоаналітичних підходів Фройда та віддавав перевагу науково підтвердженим методам лікування психологічних розладів. Він вивчав мозок, нехтуючи славою «знаменитого шарлатана» (Фройда), який вивчав статеві інстинкти. Він зводить психотерапію, наводячи контрприклади: Немає ніякого едіпового комплексу! А є «художня література віденського професора: недарма йому вручили премію Гете, хороший письменник був». Айзенк претендував на роль володаря дум, яким був Фройд. І був вже за крок від мети.
Критика Фройда і власні спірні роботи принесли йому гучне ім'я. Його запрошують читати лекції по всій Європі, всі аудиторії набиті до відмови, публіка слухає роздуми професора про природу інтелекту. Це зрозуміло — адже тема стосується кожного. Але відповіді на головне питання — як зрозуміти, розумніший ти сусіда чи ні, — Айзенк не дає. До того часу, поки одного разу під час підготовки до однієї з лекцій в Ганновері випадково не виявляє роботи французького психолога Біне.
А було так: Айзенк прийшов до бібліотеки і замовив навмання кілька книг з психології. Виявилося, що саме Біне на початку XX століття був стурбований тією ж проблемою і навіть розробив ряд тестів для визначення рівня інтелекту. І багато чого домігся: в 1904-му ?????????? французьке Міністерство Громадської Освіти за його рекомендації навіть створило комісію, яка повинна була вирішити, як навчати розумово відсталих дітей, що відвідують паризькі школи. Проблема зрозуміла: відсталих дітей потрібно якось розсортувати на класи, а для цього оцінити їх розумові можливості. Біне створив для цього серії завдань, які оцінювали рівень кмітливості. Айзенк популяризував тестування інтелекту та зробив значний внесок у розробку методів його оцінки.
IQ тут же набув популярності. Він з'явився в офісах, конторах та домівках у 1950-ті роки. Тоді, як і тепер, кожному було цікаво дізнатися, як у нього з мозком, у близьких, у підлеглих. Це була справжня сенсація, в один день зробила Ганса Юргена Айзенка зіркою першої величини. Він роз'їжджав по світу з лекціями по методології IQ, став респектабельним заможним чоловіком. Провідні університети Європи і США покірно стояли в черзі на професора Айзенка до півроку і більше. За лекції йому платили шалені гроші, знімали номери в найкращих готелях, надаючи ескорт-послуги найдорожчих фірм і розважаючи на званих вечерях в товаристві перших осіб держав.
На гостре запитання аудиторії на кшталт «а у вас самого ж який IQ» він вміло відповів: очевидно, високий, якщо я все це придумав. Його книги виходять на всіх мовах світу гігантськими тиражами. У транспорті всі, від студентів до домогосподарок, зачитуються його бестселерами, що носять горді назви «Багатомірності особистості», «Використання психології та зловживання в ній», «Захід і загибель імперії Фройда». І всі поголовно рахують IQ.
Багато лекцій великого метра викликали скандали. 1971 року, після публікації його статті «Раса, інтелект та освіта» на одному з публічних виступів Айзенка закидали тухлими яйцями. За те, що він чорним по білому написав: у чорних IQ на 15 пунктів нижче, ніж у білих, і це пояснюється особливостями генетичного коду. В Європі та США такий неприкритий расизм був явно неприйнятним. Айзенка називали великим провокатором, попри те, що він був вже людиною похилого віку. Він обожнює власноруч продавати свої книги, сидячи у великих книжкових магазинах на шкіряному дивані, щедро роздавати автографи і до хрипоти сперечатися з покупцями. Це розважало його і дуже нагадувало дискусійні клуби його молодості.
Його виступи викликали протести, зокрема в 1973 році в Сорбонні, де студенти перервали лекцію через незгоду з його поглядами. Збили його з ніг, розбили окуляри. У Айзенка хлинула кров з носа, викликали поліцію, однак він не висунув проти студентів ніякого звинувачення. Тому що репутація вільнодумця і скандаліста була йому на користь. Айзенк часто наголошував на своєму внеску у вдосконалення психології як наукової дисципліни.